# Contrada Sorbera e Contrada Gibiotti
Contrada Sorbera e Contrada Gibiotti este o arie protejată (arie specială de conservare — SAC, sit de importanță comunitară — SCI) din Italia întinsă pe o suprafață de 1.439 ha, integral pe uscat.

## Localizare
Centrul sitului Contrada Sorbera e Contrada Gibiotti este situat la coordonatele 37°51′41″N 15°09′53″E / 37.861389°N 15.164722°E.

## Înființare
Situl Contrada Sorbera e Contrada Gibiotti a fost declarat sit de importanță comunitară în septembrie 1995 pentru a proteja 3 specii de animale. Situl a fost protejat și ca arie specială de conservare în decembrie 2017.

## Biodiversitate
Situată în ecoregiunea mediteraneană, aria protejată conține 7 habitate naturale: Păduri de Platanus orientalis și Liquidambar orientalis (Platanion orientalis), Tufărișuri termo-mediteraneene și de pre-deșert, Galerii de Salix alba și de Populus alba, Păduri de stejar alb estice, Păduri de Quercus ilex și Quercus rotundifolia, Pseudostepă cu ierburi și specii anuale de Thero-Brachypodietea, Galerii și tufărișuri riverane sudice (Nerio-Tamaricetea și Securinegion tinctoriae).
La baza desemnării sitului se află mai multe specii protejate de  păsări (3): pescăruș albastru (Alcedo atthis), Alectoris graeca whitakeri, găinușă de baltă (Gallinula chloropus)
Pe lângă speciile protejate, pe teritoriul sitului au mai fost identificate 23 de specii de plante, 16 specii de păsări, 4 specii de amfibieni, 5 specii de mamifere, 46 de specii de nevertebrate, 7 specii de reptile.